# Sofie (Samson en Gert)
Sofie is een personage uit Samson en Gert en wordt gespeeld door Evi Hanssen. Ze kwam sporadisch voor in seizoen 5 en 6 van de serie en dook nog eenmaal op in seizoen 7.
Sofie is het nichtje van meneer de burgemeester en komt af en toe bij hem over de vloer. Ze is een schoolgaande tiener die houdt van grappen, stoere jongens en muziek. In dat opzicht vertoont ze aardig wat gelijkenissen met Miranda De Bolle, een personage uit de beginperiode van de serie.
In haar debuutaflevering (Miss Dorp) zegt de burgemeester dat Sofie de dochter is van zijn oom en tante. Dat zou hem dus een neef maken van Sofie, en geen oom. Deze fout is nadien weggewerkt.
Sofie spreekt de burgemeester steeds aan met Nonkeltje. Samson noemt haar Koffie.

## Afleveringen waarin Sofie meespeelt
Seizoen 5
- 42. Miss Dorp (1995)
- 46. Gerts verjaardagsfeest (1995)
- 49. TV-Samson (1995)
- 51. The Headbangers (1995)
- 55. De beautyfarm (1995)
- 56. Onzichtbaar (1995)
- 60. Samson speurhond (1995)
- 62. Een vervanger voor Fred (1995)

Seizoen 6
- 1. De tweelingzuster (1995)
- 2. De vleesetende plant (1995)
- 9. Een trein door het dorp (1995)
- 12. Eskimo's in het dorp (1995)

Seizoen 7
- 11. Burgemeester op T.V. (1996)

## Trivia
- In de Samson en Gert (strips) album 27 (De Babysit) komt Sofie voor. In het verhaal is ze echter verschillende jaren ouder dan in de televisiereeks en heeft ze reeds een kind. Het was tevens de eerste maal dat ze voorkwam in een stripverhaal van Samson en Gert.